# جنیفر الیسون
جنیفر الیسون (انگلیسی: Jennifer Ellison؛ زادهٔ ۳۰ مهٔ ۱۹۸۳) یک هنرپیشه، مانکن (فرد)، و خواننده اهل بریتانیا است.
از فیلم‌ها یا برنامه‌های تلویزیونی که وی در آن نقش داشته است می‌توان به شبح اپرا اشاره کرد.